# Epicherem
Das Epicherem (manchmal auch Epicheirem) ist eine Schlussfigur der traditionellen Rhetorik. Formal handelt es sich beim Epicherem um einen Syllogismus, bei dem für jede Prämisse eine ausdrückliche Begründung angegeben wird.
|         | Alle Menschen sind sterblich. |
|         | Sokrates ist ein Mensch.      |
| Schluss | Also ist Sokrates sterblich.  |

|         | Alle Menschen sind sterblich, weil sie Organe haben, die dem Verschleiß unterliegen. |
|         | Sokrates ist ein Mensch, weil seine Eltern Menschen sind.                            |
| Schluss | Also ist Sokrates sterblich.                                                         |

Da beim Epicherem jede Prämisse ausdrücklich begründet wird, kann man jede Prämisse als Stellvertreter für einen eigenen Syllogismus betrachten. Im obigen Beispiel lässt sich die erste Prämisse, „Alle Menschen sind sterblich, weil sie Organe haben, die dem Verschleiß unterliegen“ als verkürzte Darstellung des folgenden eigenständigen Syllogismus auffassen:
|         | Alles, was Organe hat, die dem Verschleiß unterliegen, ist sterblich. |
|         | Alle Menschen haben Organe, die dem Verschleiß unterliegen.           |
| Schluss | Also sind alle Menschen sterblich.                                    |

Entsprechend lässt sich die zweite Prämisse, „Sokrates ist ein Mensch, weil seine Eltern Menschen sind“, als verkürzende Darstellung des folgenden Syllogismus auffassen:
|         | Alles, dessen Eltern Menschen sind, ist ein Mensch. |
|         | Des Sokrates Eltern sind Menschen.                  |
| Schluss | Also ist Sokrates ein Mensch.                       |

Entwickelt wurde das Epicherem von Cicero in seinem Werk De inventione, das sich mit der gerichtlichen Rhetorik befasst.
Als Gegenstück zum Epicherem wird das Enthymem betrachtet, bei dem der zugrunde liegende Syllogismus nicht durch zusätzliche Begründungen rhetorisch angereichert, sondern im Gegenteil durch Weglassen einer Prämisse rhetorisch verkürzt wird.